# Adolf von Baeyer
Johann Friedrich Wilhelm Adolf von Baeyer (Berlino, 31 ottobre 1835 – Starnberg, 20 agosto 1917) è stato un chimico tedesco.

## Biografia
Ricevette il Premio Nobel per la Chimica nel 1905 per i suoi studi sulle sostanze coloranti e sui composti aromatici.
Adolf era l'ultimo figlio di Johann Jacob Baeyer, il "padre" della geodetica tedesca.
Inizialmente si interessò di matematica e fisica all'Università di Berlino, per poi spostarsi a Heidelberg dove cominciò a studiare chimica con Robert Bunsen.
Collaborò in seguito con il laboratorio di Friedrich August Kekulé, e nel 1858 prese il dottorato a Berlino. Nel 1869, con Adolph Emmerling, scoprì un metodo per la sintesi dell'indolo.
Nel 1871 divenne professore all'Università di Strasburgo.
Nel 1875 fu il successore di Justus von Liebig come professore di chimica all'Università di Monaco di Baviera.
Le principali ricerche di Baeyer comprendono la sintesi chimica dell'indaco (un colorante vegetale) nel 1880 dopo ben 17 anni di studi, la scoperta dei coloranti derivati dalla ftaleina, la scoperta dell'acido barbiturico nel 1864 e studi sul poliacetilene e sui derivati dell'acido urico.
Nel 1883 propose la prima formula corretta dell'indaco, anche se nel 1928, grazie alla cristallografia ai raggi X si scoprì che la stereochimica del doppio legame era trans e non cis come proposto da Baeyer.
Nel 1872 studiò le reazioni fra fenolo e formaldeide e quasi riuscì a superare Leo Baekeland, che poi venne riconosciuto il vero scopritore della bachelite.
Nel 1881 fu insignito della Medaglia Davy.
Il 25 gennaio 1885 divenne socio dell'Accademia delle Scienze di Torino.
Diede anche numerosi contributi nel campo della chimica teorica.